# Chiesa di San Pietro (Albese con Cassano)
La chiesa di San Pietro è un edificio di culto cattolico situato nel comune di Albese con Cassano, in provincia di Como ed arcidiocesi di Milano.

## Descrizione
La piccola chiesa di San Pietro è un'aula in stile romanico su pianta rettangolare con in facciata un semplice portale sormontato da una finestra a lunetta. Il suo campanile pendente, databile alla fine del Mille, è dotato di una cella campanaria illuminata da due piani di bifore, ed è da sempre considerato un simbolo del paese. 
Internamente, la chiesa ospita alcuni affreschi di Giovanni Giacomo De Magistris, realizzati nel 1506 e raffiguranti la Madonna in compagnia dei santi Rocco e Sebastiano. Questi affreschi fanno parte di un più ampio ciclo di analoghe pitture Cinquecentesche conservate all'interno della chiesa.